# Portki (Koluszki)
Portki – część miasta Koluszki w województwie łódzkim, w powiecie łódzkim wschodnim, w gminie Koluszki. 
Leży w południowej części Koluszek, wzdłuż ulicy Sosnowej, o swoistej specyfice: „Ulica Sosnowa to jedna z najdziwniej ulokowanych dróg w naszej gminie. Położona jest ona na terenie kolejowym, pomiędzy rozchodzącymi się torami. Dlatego też w lokalnym żargonie teren ten zwany jest „portkami”.”